# Horatio Hornblower
Horatio Hornblower, wicehrabia (ang. viscount) Hornblower of Smallbridge – fikcyjna postać oficera Royal Navy z okresu wojen napoleońskich, bohatera cyklu powieściowego autorstwa C.S. Forestera oraz jego ekranizacji.
Rozległy cykl powieści przedstawia zawodową karierę Horatio Hornblowera, począwszy od młodego midszypmena, poprzez kolejne stopnie oficerskie, a kończąc na godności admirała z tytułem lordowskim, kawalera Orderu Łaźni.
Powieści i opowiadania o Hornblowerze autor tworzył przez niemal 30 lat (z przerwami), w innej kolejności niż chronologia opisywanych wydarzeń. Jako pierwszy powstał Szczęśliwy powrót, który zgodnie z chronologią stanowi szóstą powieść cyklu, pierwsza zaś chronologicznie – Pan midszypmen Hornblower, powstała dopiero kilkanaście lat później. W trakcie pisania ostatniej powieści (Hornblower i kryzys) autor zmarł.

## Postać
Doskonały żeglarz (mimo to cierpiący na chorobę morską), nawigator oraz matematyk. Znakomity gracz w wista, który dla zdobycia pieniędzy na utrzymanie grywał w karty w czasie, gdy obowiązywał pokój w Amiens. Całkowicie pozbawiony słuchu muzycznego (aluzja do nazwiska), lecz obdarzony sporą zdolnością do nauki języków obcych (francuski i hiszpański). Nadzwyczaj inteligentny, a zarazem rzutki, odważny, pełen inicjatywy. Jednocześnie stosunkowo nieśmiały, pełen wątpliwości i kompleksów (zdarzało mu się wątpić we własną odwagę fizyczną i umiejętności).
Pod względem pochodzenia wywodził się z klasy średniej; jego ojciec był wiejskim lekarzem, a w rodzinie brak było tradycji służby w marynarce wojennej. Z uwagi na pochodzenie i brak wpływowych powiązań rodzinnych długo musiał sobie radzić bez nagminnej wtedy protekcji. Zmianę częściowo przyniosło dopiero drugie małżeństwo z lady Barbarą (fikcyjna siostra Arthura Wellesleya, późniejszego księcia Wellington).

## Powieściowy życiorys[a]
- Pan midszypmen Hornblower 1974 (Mr Midshipman Hornblower 1950)

Młody Hornblower otrzymuje pierwszy przydział – na okręt liniowy „Justynian”. Po pojedynku ze starszym kolegą zostaje przeniesiony na fregatę „HMS „Indefatigable” (1794)”, dowodzoną przez kapitana Pellewa (postać autentyczna, był jednym z najbardziej znanych dowódców fregat podczas wojen napoleońskich). Hornblower zyskał tym samym szansę poznania wojennego marynarskiego rzemiosła od znakomitego nauczyciela. Ma też szansę dowodzenia pierwszymi niewielkimi jednostkami i przystępuje do egzaminu na porucznika.
- Hornblower i wdowa McCool (w tłum. polskim opowiadanie zawarte w zbiorze Hornblower i kryzys. Vademecum hornblowerowskie)

Hornblower staje w obliczu sądu wojennego z powodu irlandzkiego dezertera oraz zawartości tajemniczego kuferka.
- Porucznik Hornblower 1975 (Lieutenant Hornblower 1952)

Hornblower znajduje się w Indiach Zachodnich na pokładzie liniowca „Renown”, wypełniającego tajną, samodzielną misję w posiadłościach hiszpańskich. Postawiony w nieoczekiwanych sytuacjach, odnosi pierwsze przywódcze sukcesy; nawiązuje też znajomość ze swym późniejszym przyjacielem – porucznikiem Bushem. W powieści poruszono dylematy związane z władzą, jaką dysponuje „pierwszy po Bogu” – kapitan okrętu, w tym wypadku (dowódca „Renown”) zdradzający objawy choroby psychicznej.
- Hornblower i jego okręt „Hotspur” 1977 (Hornblower and the „Hotspur” 1962)

Hornblower żeni się ze swoją pierwszą żoną – Marią i dostaje pierwsze istotne dowództwo na stanowisku dowódcy slupa „Hotspur”. W dzień po ślubie wypływa w morze i spędza niemal dwa lata w służbie Floty Kanału dokonującej blokady Brestu.
- Hornblower i kryzys 1985 (Hornblower and the Crisis 1966) – powieść nieukończona

Zamiast obiecanego awansu na kapitana, Horatio zmuszony jest odbyć misję szpiegowską w Hiszpanii, która może odmienić losy wojny.
- Hornblower i jego okręt „Atropos” 1978 (Hornblower and the „Atropos” 1953)

Po udziale w ceremonialnym pogrzebie Nelsona Hornblower otrzymuje dowództwo korwety „Atropos”. Po epizodach u brzegów Anglii (zdobycie „Vengeance” i odbicie „Amelii Jane”), płynie ku Turcji do zatoki Marmaris z zadaniem odzyskania skarbu z wraku „Speedwella”. Później zdobywa hiszpańską fregatę „Castilla”, w końcu jednak jego okręt zostaje przekazany sojusznikowi Wielkiej Brytanii królowi Sycylii na jego żądanie, a Hornblower ma obiecane dowództwo fregaty.
- Szczęśliwy powrót 1970 (The Happy Return 1937)

Chronologicznie to pierwsza powieść Forestera z cyklu o Hornblowerze. Jego fregata „Lydia” zostaje wysłana przez Admiralicję z tajną misją do Ameryki Środkowej, gdzie ma być wsparciem dla antyhiszpańskiego powstania buntowników pod wodzą okrutnego i szalonego El Supremo. Wypełniając rozkazy Hornblower musi udzielić pomocy autokratycznemu psychopacie, nie wiedząc, że w Europie zawarto już pokój między Wielką Brytanią i Hiszpanią. Na tle burzliwych wydarzeń dochodzi do przypadkowego spotkania Hornblowera z przyszłą żoną – lady Barbarą Wellesley.
- Okręt liniowy 1971 (A Ship of the Line 1938)

Hornblower i jego liniowiec „Sutherland” uczestniczą w działaniach marynarki brytyjskiej na Morzu Śródziemnym.
- Z podniesioną banderą 1972 (Flying Colours 1938)

Po śmiałych działaniach u wybrzeży Hiszpanii i przegranym boju „Sutherlanda” pod Rosas Hornblower staje się jeńcem Francuzów. Dokonuje brawurowej ucieczki wzdłuż Loary przy pomocy hrabiego de Graçay i jego pięknej synowej. Ostatecznie udaje mu się uprowadzić odzyskany kuter „Witch of Endor” i dotrzeć do Anglii, gdzie zostaje odznaczony Orderem Łaźni i nagrodzony tytułem pułkownika piechoty morskiej.
- Komodor 1979 (The Commodore 1945)

Hornblower jako komodor wydzielonej eskadry na Bałtyku niszczy okręt korsarski „Blanchefleur” i bierze udział w obronie Rygi przed lądowym atakiem wojsk francuskiego marszałka Macdonalda.
- Lord Hornblower 1980 (Lord Hornblower 1946)

Wysłany pod Hawr dla stłumienia buntu na brytyjskim okręcie, opanowuje ten port i wykonuje następnie różne działania na terytorium przejściowo odzyskanej dla Burbonów Francji. W ich trakcie przeżywa tragiczną śmierć przyjaciela – kapitana Busha. Po nagłym powrocie Napoleona z Elby zmuszony jest uciekać i ukrywać się wraz z francuskimi przyjaciółmi. Schwytanego przez żołnierzy gen. Clausena i już skazanego na śmierć, ocala wiadomość o klęsce pod Waterloo. 
- Ostrze i klinga (The Point and the Edge) (w tłum. polskim zawarte w zbiorze Hornblower i kryzys. Vademecum hornblowerowskie)
- Hornblower w Indiach Zachodnich 1982 (Hornblower in the West Indies 1958)

Hornblower jako kontradmirał uczestniczy w zwalczaniu piratów, handlu niewolnikami i staje wobec próby odbicia Napoleona z wygnania na Wyspie Świętej Heleny.
- Ostatnie spotkanie (w tłum. polskim w zbiorze Hornblower i kryzys. Vademecum hornblowerowskie)

Spotkanie Hornblowera w 1848 r. z człowiekiem podającym się za Napoleona Bonaparte (w rzeczywistości późniejszego cesarza Napoleon III), udającym się z Anglii na wybory do Paryża.
- Vademecum hornblowerowskie 1985 (The Hornblower Companion 1964)

Opis wszystkich map wraz z krótkimi komentarzami historyczno-geograficznymi, zawierającymi osobiste wspomnienia autora.
Horatio Hornblower jego życie i czasy 1979 (The Life and Times of Horatio Hornblower 1970) – to swoista biografia Hornblowera autorstwa C.N. Parkinsona, profesora ekonomii i historii transportu morskiego Uniwersytetu Harvarda, znanego twórcy prawa Parkinsona.

## Film
Na podstawie powieści Forestera powstał film Kapitan Hornblower (1951, reż. Raoul Walsh). Tytułowego bohatera zagrał Gregory Peck.
Powstała także seria zrealizowanych przez sieci ITV oraz A&E filmów telewizyjnych, w których tytułową rolę odtwarzał Ioan Gruffudd:
- Hornblower: Równe szanse (Hornblower: The Even Chance) 1998
- Hornblower: Egzamin na porucznika (Hornblower: The Examination for Lieutenant) 1998
- Hornblower: Księżna i diabeł (Hornblower: The Duchess and the Devil) 1999
- Hornblower: Żabojady i homary (Hornblower: The Frogs and the Lobsters) 1999
- Hornblower: Bunt (Hornblower: Mutiny) 2001
- Hornblower: Odwet (Hornblower: Retribution) 2001
- Hornblower: Lojalność (Hornblower: Loyalty) 2003
- Hornblower: Obowiązek (Hornblower: Duty) 2003